# George F. Shepley
George Foster Shepley, född 1 januari 1819 i Saco, Massachusetts (i nuvarande Maine), död 30 juli 1878 i Portland, Maine, var en amerikansk general, jurist och politiker. Han var mellan 1862 och 1864 guvernör i den del av Louisiana som ockuperades av nordstaternas armé.
Shepley studerade vid Harvard University och Dartmouth College. Efter juridikstudier inledde han år 1839 sin karriär som advokat i Maine. Som federal åklagare tjänstgjorde han i Maine 1848–1849 och 1853–1861. Under amerikanska inbördeskriget tjänstgjorde han som brigadgeneral i nordstatsarmén. Efter att nordstaterna intog New Orleans år 1862 fick Shepley utöva borgmästarämbetet för en kortare period innan han blev utnämnd till militärguvernör.
Shepleys uppgift som guvernör mellan 1862 och 1864 innebar att han fungerade som en mellanhand mellan USA:s regering och medborgare i de parisher som ockuperades av nordstaternas armé. Han förmedlade regeringens direktiv till medborgarna och tog emot deras önskemål för att föra dem vidare till regeringen.
År 1865 tjänstgjorde Shepley ännu som militärguvernör i den östra delen av Virginia. Efter inbördeskriget var han verksam som advokat i Maine tills han år 1869 blev utnämnd till en federal domstol.